# Geschiedenis van Catalonië

Blauwe estelada, embleem van de onafhankelijkheidsbeweging.

Dit artikel behandelt de geschiedenis van Catalonië, het gebied dat tegenwoordig de autonome gemeenschap van Catalonië omvat en de aansluitende Franse landstreek Roussillon.

## Inleiding
Dit gebied werd voor het eerst bewoond tijdens het Midden-paleolithicum. Net zoals de rest van de Middellandse Zeekust van het Iberisch Schiereiland werd het in latere tijden gekoloniseerd door de Grieken en de Carthagers. Er ontstond een sterke interactie met de lokale pre-Romeinse Iberische volkeren in de eerste plaats via handel maar ook via culturele uitwisseling. Samen met de rest van Hispania werd het vervolgens een deel van het Romeinse Rijk om vervolgens na het verval ervan door de Visigoten veroverd te worden. Het noordelijkste gedeelte is korte tijd door de Moren (Al-Andalus) bezet geweest in de achtste eeuw. Nadat Emir Abdul Rahman Al Ghafiqi in 732 in de slag bij Poitiers door Karel Martel verslagen werd, herwonnen de lokale Visigotische vorsten hun autonomie. Ze verkozen echter zichzelf te onderwerpen aan het opkomende Frankische Rijk waardoor de Spaanse Mark ontstond.
In 1137 aanvaardde Ramon Berenguer IV, graaf van Barcelona, het voorstel van koning Ramiro II van Aragon om te trouwen met koningin Petronila. Dit resulteerde in de oprichting van de dynastieke unie van het graafschap Barcelona met het koninkrijk van Aragon en de vorming van de kroon van Aragon. Het graafschap Barcelona en de andere Catalaanse graafschappen namen een gemeenschappelijke politieke entiteit aan, bekend als het vorstendom Catalonië. Hierin werd een institutioneel systeem ontwikkeld (Corts, Constitucions, Generalitat) dat de macht van de koningen beperkten. Catalonië heeft bijgedragen aan de verdere ontwikkeling van de Aragonese handel en militairen, met name hun marine. De Catalaanse taal bloeide en breidde uit naarmate er meer gebieden aan de Kroon werden toegevoegd, waaronder Valencia, de Balearen, Sardinië, Sicilië, Napels en, kort, Athene. De crisis van de 14e eeuw en een burgeroorlog (1462-1472) verzwakt de rol van het Vorstendom in Kroon en internationale aangelegenheden.
Met het huwelijk van Isabella I van Castilië en Ferdinand II van Aragón in 1469 kwam Catalonië in een personele unie met Castilië terecht. Hierdoor begon de politieke macht van Catalonië naar Castilië te verschuiven. In de hieropvolgende eeuwen behield Catalonië grotendeels zijn eigen wetten aangezien de unie van Spanje meer een personele unie was dan een volledige eenmaking. Geleidelijk aan begonnen de vorsten toch de lokale wetten aan te tasten ten voordele van het centrale gezag. Dit proces kende zijn hoogtepunt toen koning Karel II van Spanje, de laatste van de Spaanse Habsburgers, in 1700 overleed zonder een erfgenaam na te laten, wat leidde tot de Spaanse Successieoorlog. Ook deze keer bleek Catalonië aan de verliezende kant te staan; de door Castilië verkozen Filips  won de oorlog en zijn Decretos de Nueva Planta ontnamen Catalonië elke vorm van autonomie, schaften de lokale politieke instituten af en legden een militair regime op.
In de tweede helft van de 19e eeuw werd de regio het centrum van de industrialisering van Spanje. Nu is het een van de meest geïndustrialiseerde regio's, samen met het Baskenland. Gedurende de eerste dertig jaar van de 20e eeuw kende de regio afwisselend meer of mindere mate van autonomie. Hier kwam drastisch verandering in na de nederlaag van de Tweede Spaanse Republiek (opgericht in 1931) in de Spaanse Burgeroorlog (1936-1939). Onder het dictatoriale regime van Francisco Franco werd zelfs het gebruik van het Catalaans in het openbaar verboden.
Na diens dood in 1975 en de restauratie van de Spaanse monarchie kreeg de regio weer een zekere mate van culturele en politieke autonomie.

## Prehistorie

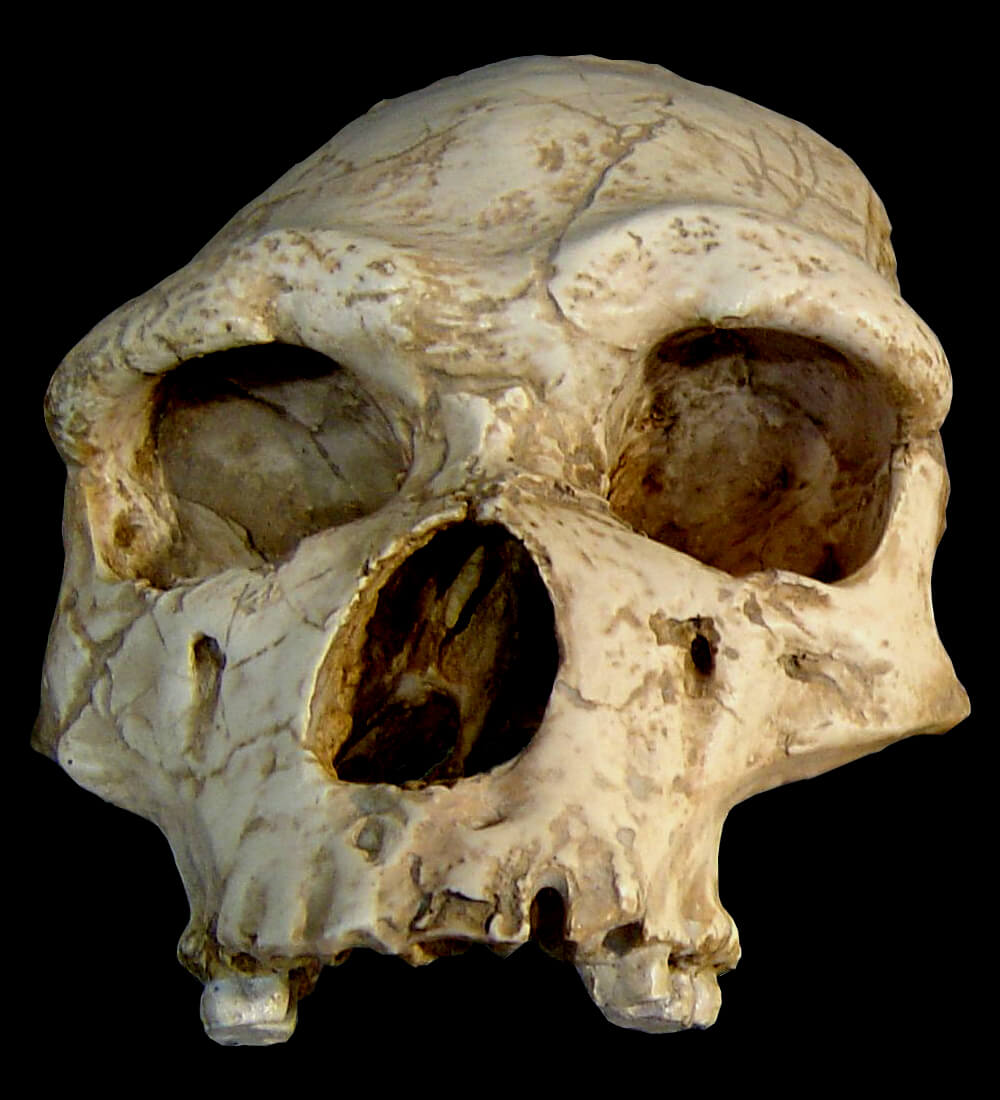
450.000 jaar oude schedel van de homo erectus tautavelensis gevonden bij Tautavel

De eerste menselijke nederzettingen in Catalonië dateren uit het midden-paleolithicum. De oudste sporen van menselijke aanwezigheid is een kaakbeen gevonden in Banyoles, volgens sommige bronnen zou dit een pre-neanderthaler kaakbeen zijn van zo'n 200.000 jaar oud. Andere bronnen houden het op een derde van die ouderdom.
Sommige van de belangrijkste prehistorische resten werden gevonden in de grotten van Mollet (Serinyà, Pla de l'Estany), de Cau del Duc in de Montgrí berg ("cau" betekent "grot"), de resten bij Forn d'en Sugranyes (Reus) en de schuilplaatsen Romaní en Agut (Capellades), resten uit het Laat-paleolithicum zijn gevonden bij Reclau Viver, de grot van Arbreda en de Bora Gran d'en Carreres, in Serinyà, of de Cau de les Goges, in Sant Julià de Ramis.
Resten uit de volgende prehistorische era's het epipaleolithicum en het neolithicum worden hoofdzakelijk gedateerd tussen 8000 v.Chr. en 5000 v.Chr. Vindplaatsen hiervan zijn Sant Gregori (Falset) en el Filador (Margalef de Montsant).
Het neolithicum begon in Catalonië rond 4500 v.Chr., alhoewel de bevolking zich niet zo snel vestigde in vaste nederzettingen als elders door de overvloedige bebossing die een voortzetting van de jager-verzamelaar culturen bevorderde.
De belangrijkste resten zijn de grot van Fontmajor L'Espluga de Francolí), de grot van Toll (Morà), de grotten van Gran and Freda (Montserrat) en de schuilplaatsen van Cogul en Ulldecona.
Het chalcolithicum of kopertijd liep van 2500 tot 1800 v.Chr. De bronstijd liep van 1800 v.Chr. tot 700 v.Chr. Er zijn maar weinig overblijfselen gevonden uit deze periodes op enkele nederzettingen langs de Segre. De bronstijd viel samen met de aankomst van de Indo-Europeanen die in verschillende golven naar de regio migreerden vanaf 1200 v.Chr. Zij waren verantwoordelijk voor de eerste proto-stedelijke nederzettingen. Rond het midden van de 7e eeuw v.Chr. begon de ijzertijd in Catalonië.

## Opkomst van de Iberische Cultuur

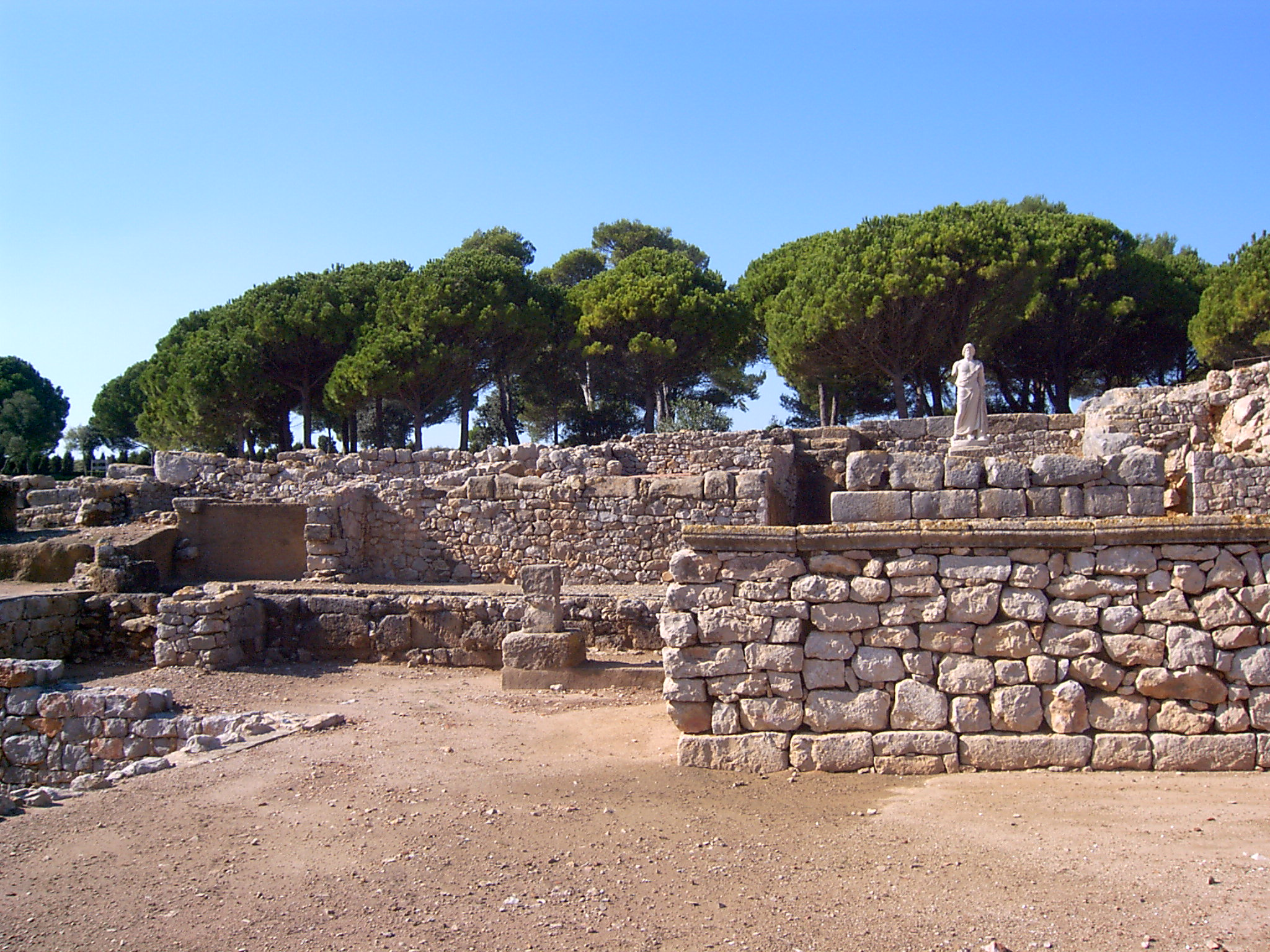
Nederzetting te Empúries

Na afloop van de ijzertijd ontwikkelde er zich een Iberische cultuur, vermoedelijk uit een vermenging van plaatselijke oerbewoners en immigranten uit Noord-Afrika. Deze cultuur omvatte stammen zoals de Indigetes, Ilercavones, Castellani,.. In latere tijden kwam er een influx van Keltische stammen uit het noorden die zich vermengden met de lokale Iberische volkeren. Hierdoor sprak men dan ook van Keltiberiërs als men het had over het volk dat door deze mengeling ontstond. Vanaf de 6e eeuw v.Chr. ontstonden er Griekse en Carthaagse kolonies langs de kust van de westelijke Middellandse Zee.
Belangrijkste hiervan was Empúries aan de Golf van Roses in de huidige provincie Girona. Oorspronkelijk was er een Fenicische kolonie op een eilandje in de golf. In de 6e eeuw v.Chr. werd er door Grieken uit Phocaea op het vasteland een kolonie gesticht. De stad kende een sterke groei rond 530 v.Chr. door de instroom van vluchtelingen uit de moederstad toen deze door de Perzen werd ingenomen. De stad lag op de handelsroute tussen Massalia (Marseille) en Tartessos.
Van de 8e tot de 7e eeuw v.Chr. kwamen de autochtone inwoners in contact met de kolonisten en duiken de eerste ijzeren objecten op in de regio. In de periode van de 7e tot de 5e eeuw v.Chr. vond de consolidatie plaats van de Iberische cultuur. De bloeiperiode was van de 5e tot de 3e eeuw v.Chr.

## Romeinse tijd

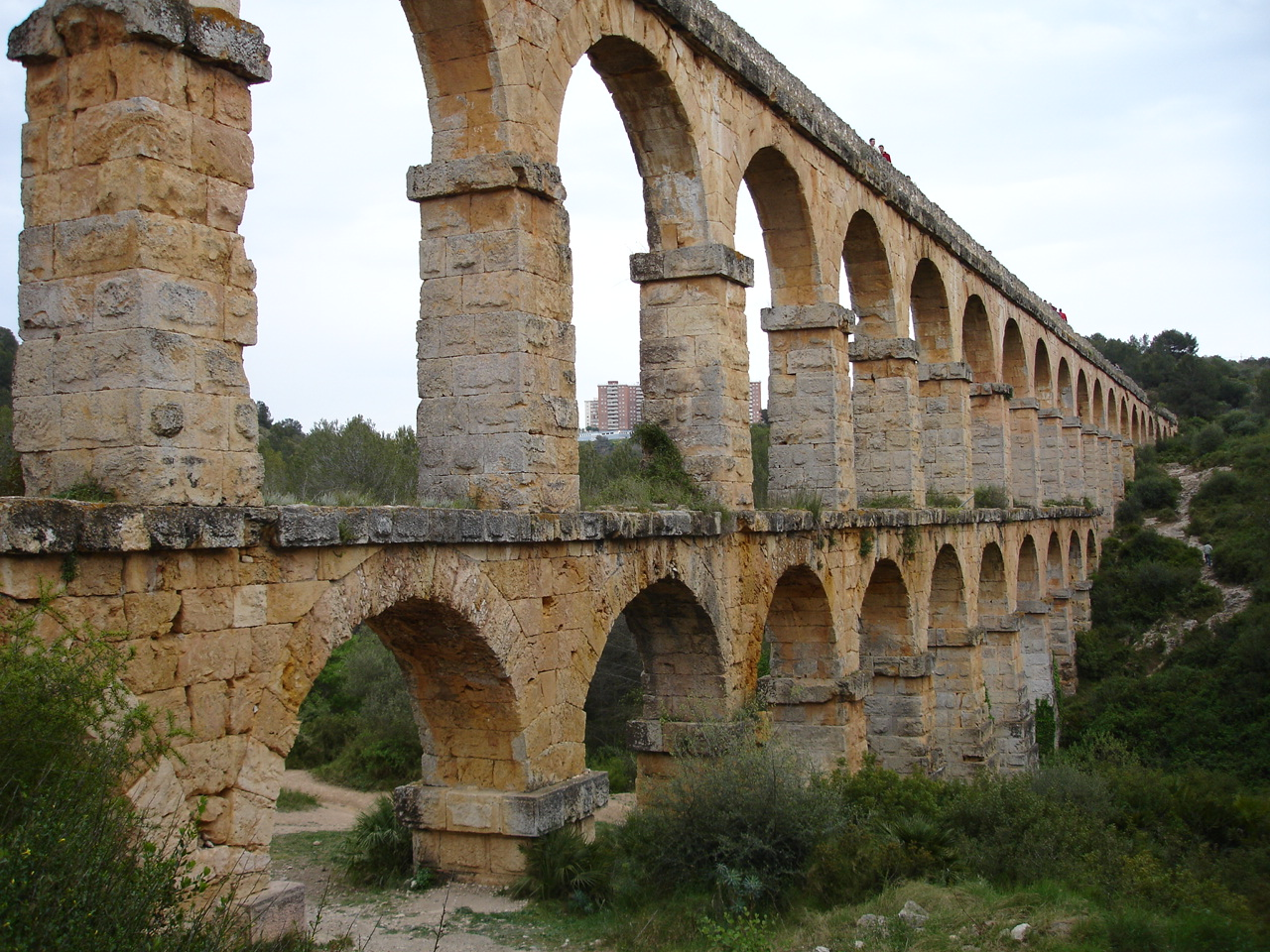
Romeins aquaduct van Tarragona

De Romeinen arriveerden tijdens de Tweede Punische Oorlog. In 218 v.Chr landde generaal Publius Cornelius Scipio Africanus maior nabij Empúries om zo de toevoerlijnen naar Carthago Nova af te snijden. De Romeinse troepen onder leiding van generaal Gnaeus Cornelius Scipio Calvus die in 210 v.Chr. in Hispania zoals de regio toen genaamd was aankwamen zagen zich geconfronteerd met een groot Carthaags leger onder leiding van Hasdrubal broer van Hannibal Barkas die vallei van de Ebro controleerden. Bij de eerste schermutselingen in 211 v.Chr. sneuvelden zowel Gnaeus Cornelius Scipio Calvus als Publius Cornelius Scipio I respectievelijk oom en vader van Publius Cornelius Scipio Africanus maior. De komende jaren zou Catalonië het strijdtoneel zijn van de strijd om de macht over de Middellandse Zee tussen Rome en Carthago. Voor Hispania was het tijdperk van Romeinse overheersing echter begonnen.
In de eerste eeuw voor Christus wordt Tarragona de hoofdstad van dit deel van het Romeinse Rijk, de provincie Hispania Tarraconensis.

## Middeleeuwen

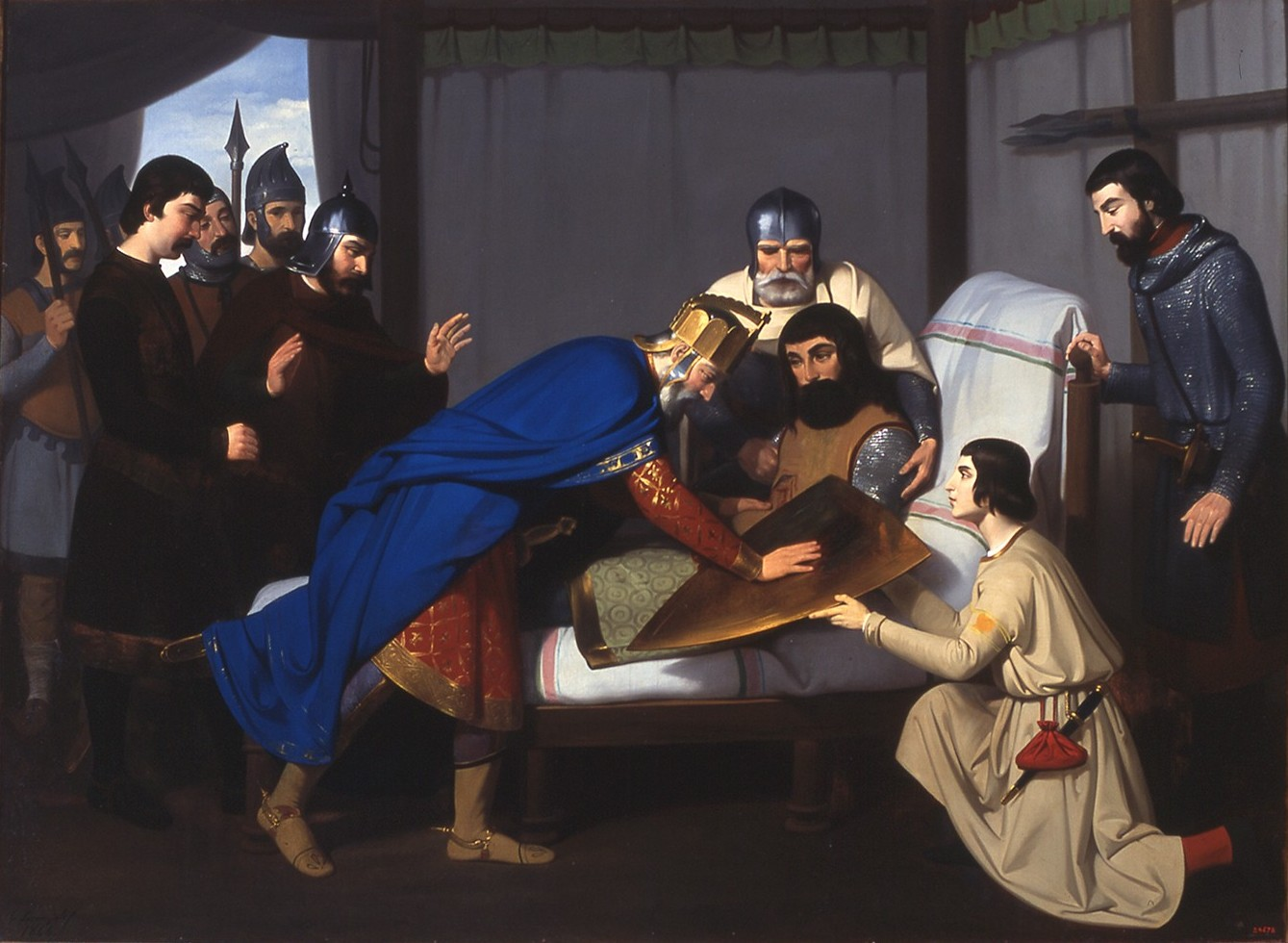
Karel de Kale bevestigt Wilfried de Harige als soeverein

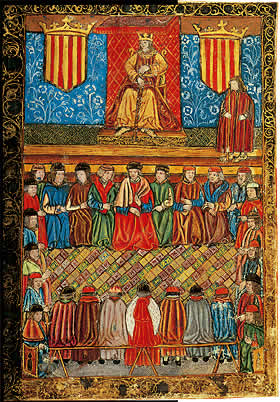
De Corts van Catalonië in 1495

Na de val van het West-Romeinse Rijk werd Catalonië overspoeld door de Visigoten, wat een van de etymologische verklaringen zou kunnen zijn voor de naam, afgeleid van Gothalonië. Dit is eveneens de periode van kerstening. De Visigoten stichtten het koninkrijk Toulouse waar Catalonië deel van uitmaakte tot de verovering door de Moren in 718. Deze werden al spoedig verdreven, zo kwamen de graafschappen Girona in 785 en Barcelona in 805 weer in christelijke handen.
Karel de Grote beslist om een bufferzone op te richten in 801 tussen zijn rijk en de Moren. Deze Marca Hispánica omvat de graafschappen Ribagorça, Roussillon, Vic, Cerdanya, Urgell, Girona, Barcelona, Pallars en Osona. Door de afwezigheid van een centraal gezag konden de graven van Barcelona gaandeweg hun soevereiniteit over het gebied herwinnen. Wilfried de Harige ziet zich als soeverein bevestigd door Karel de Kale en hij kan tevens een erfopvolging instellen.
In de loop van de tiende en elfde eeuw differentieerde de Catalaanse taal zich van haar buren het Castiliaans en het Occitaans.
Na de val van het Omajjadenkalifaat in 1031 profiteren de Catalanen hiervan om hun gebied uit te breiden. Zo slaagt Raymond Berengarius IV erin Tortosa en Lleida te veroveren op de Moren in 1148-1149. In 1137 wordt hij prins-regent van een nieuwe Catalaans-Aragonese federatie die geschiedkundigen thans de Kroon van Aragón noemen. In 1150 wordt hij dan door huwelijk ook officieel koning van Aragon en gaandeweg breiden de Catalanen hun grondgebied uit in Zuid-Frankrijk. Zo veroveren ze in 1229 Mallorca, in 1231 Menorca en in 1235 Ibiza. Ook het koninkrijk Valencia komt bij Aragon in 1238. Met het verdrag van Corbeil eindigt de soevereiniteit van de Franse koningen over de Catalaanse graven officieel; in ruil maken de koningen van Aragon geen aanspraak meer op de Languedoc.
Op hetzelfde moment ontwikkelde  het Vorstendom Catalonië een complexe institutioneel en politiek systeem dat gebaseerd was op het concept van een pact tussen de Staten en de koning. De wetten (Constitucions) werden gemaakt in de Corts van Catalonië, een van de eerste parlementaire organen van Europa dat  de koninklijke macht verbood om eenzijdig wetten te maken  (sinds 1283).
Wanneer in 1410 Martinus I kinderloos sterft, gaat de heerschappij over op Ferdinand van Antequera, zoon van de koning van Castilië. Tijdens het bewind van Johan II veroorzaakten sociale en politieke spanningen de Catalaanse Burgeroorlog (1462–1472).
In 1520 verschijnt het Llibre de coch, het begin van de gedrukte geschiedenis van de Catalaanse keuken. Het kookboek was vernieuwend omdat het aan de traditionele Europese keuken vele Amerikaanse ingrediënten toevoegde die later vaste waarden werden in de mediterrane keuken, zoals tomaten, paprika's en aubergines. Vanaf het begin van de 20ste eeuw zouden er ook kookboeken verschijnen die op nationalistische gronden een eigen Catalaanse keuken trachtten te definiëren.

## Spaanse tijd
De band tussen Catalonië en Castilië wordt nog versterkt wanneer Ferdinand van Aragon en Isabella van Castilië, de Katholieke Koningen, huwen in 1469 wat de facto de unie betekent van Castilië en Aragon tot Spanje. Dat Spanje met het huwelijk van Isabella I van Castilië en Ferdinand II van Aragón in 1469 eengemaakt werd, is een hardnekkige fabel: Castilië en de Kroon van Aragón bleven immers tot 1516 afzonderlijke politieke entiteiten. Met de val van Granada in 1492 kwam er een einde aan eeuwen van Moorse aanwezigheid in Spanje. Deze gebeurtenissen zouden Spanje naar een hoogtepunt van macht brengen. Binnen Spanje was het belangrijkste echter dat de politieke macht van Catalonië naar Castilië begon te verschuiven. Deze evolutie zal officieel bekrachtigd worden door de unificatie van deze twee monarchieën in 1516 door keizer Karel V. Vanaf drie jaar later tot aan de dood van Karel in 1556 maakt Catalonië deel uit van het Heilige Roomse Rijk. Alleen van de kolonisatie van Amerika wordt Catalonië uitgesloten: die blijft tot het einde van de 18de eeuw voorbehouden voor Castilianen.
In 1640 komen de Catalanen in opstand tegen Spanje, die pas neergeslagen wordt in 1652. In 1659 verliest Catalonië definitief Rosello en een deel van La Cerdanya aan Frankrijk door de Vrede van de Pyreneeën. Deze gebieden werden de provincie Roussillon.

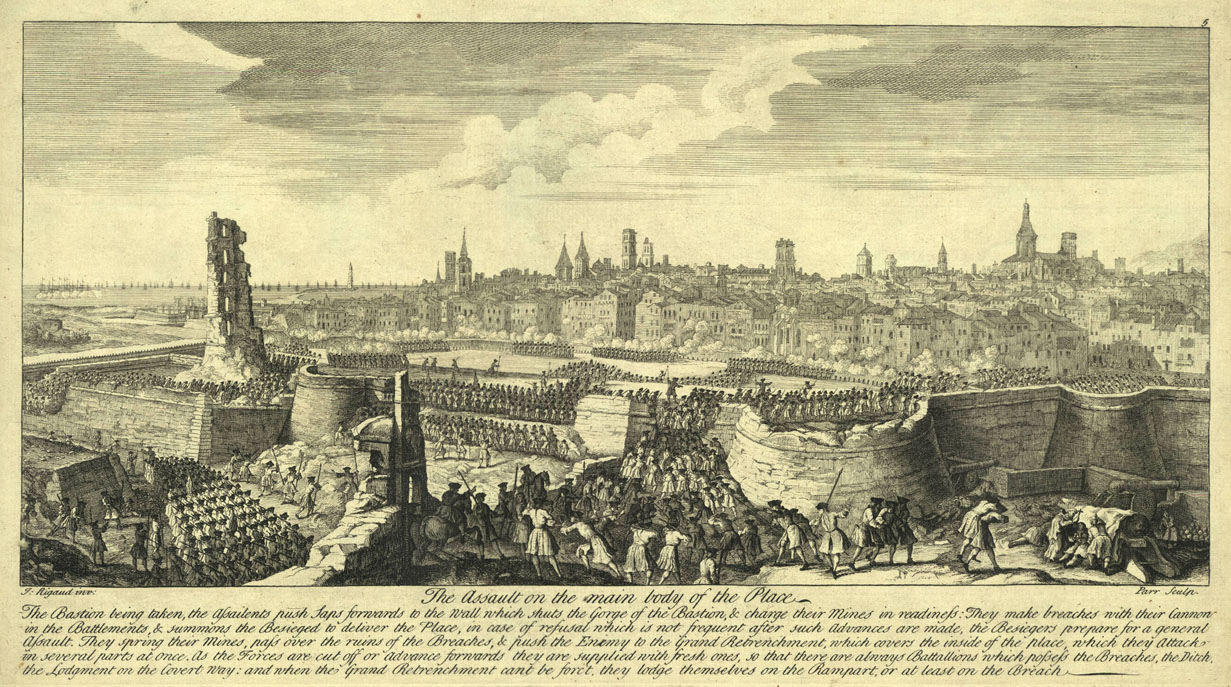
Huis Bourbon bestormt Barcelona op 11 september 1714

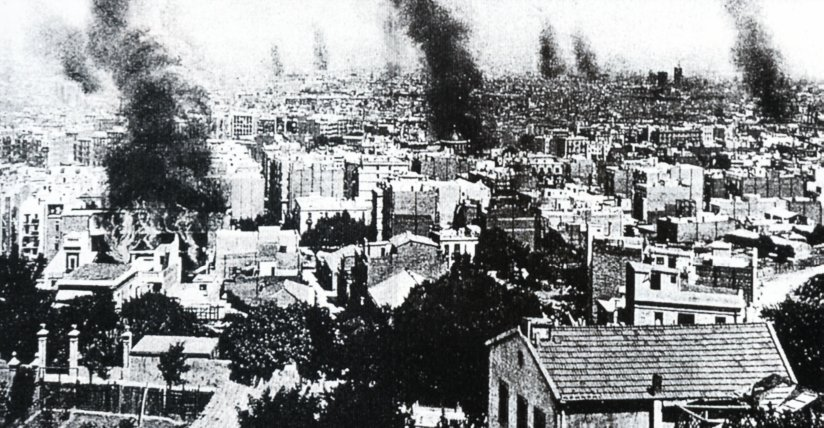
Barcelona tijdens de tragische week in 1909

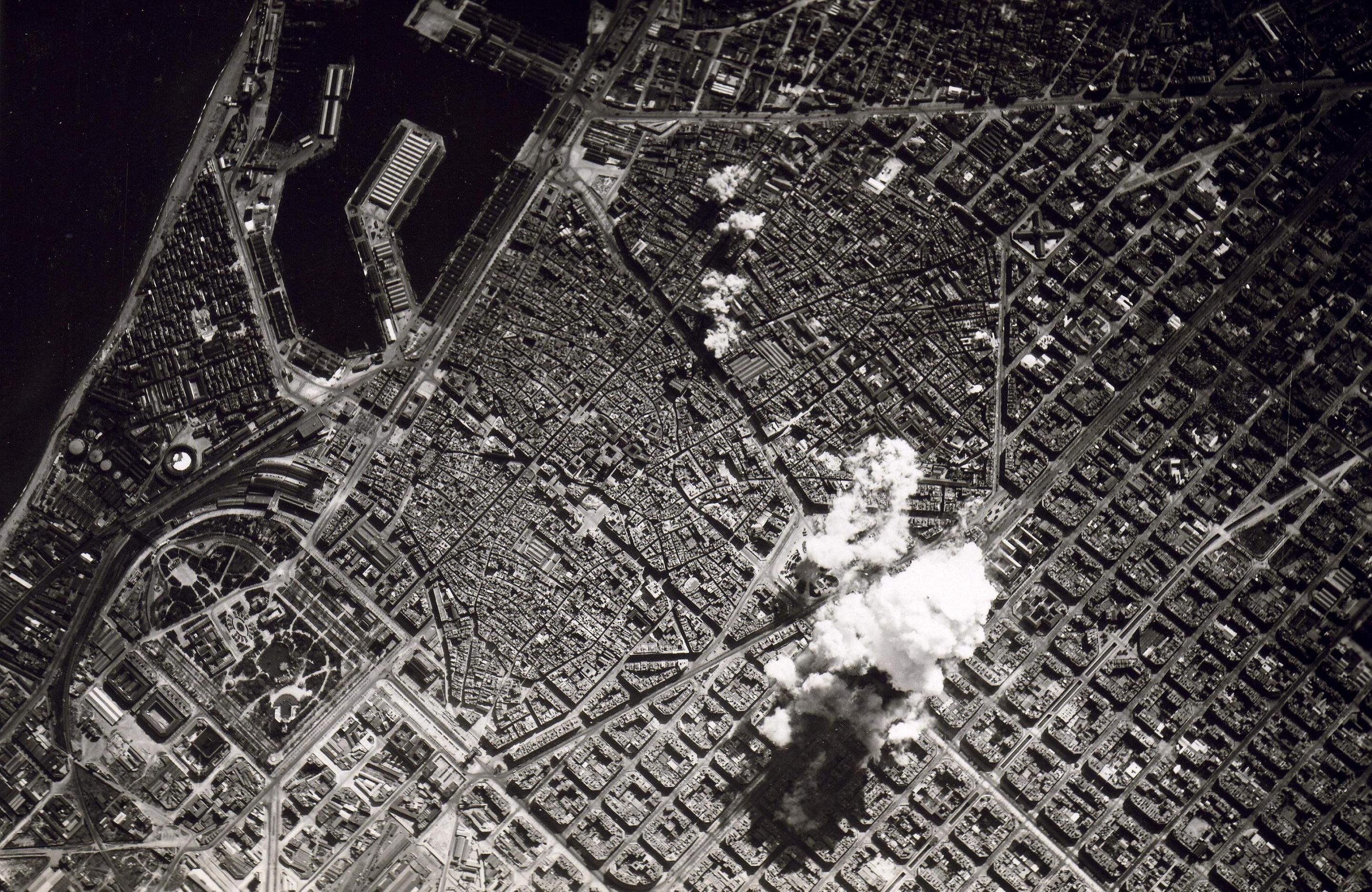
Bombardement van Barcelona in de Spaanse Burgeroorlog door de Italiaanse luchtmacht op 17 maart 1938

In de hieropvolgende eeuwen behield Catalonië grotendeels zijn eigen wetten aangezien de unie van Spanje meer een personele unie was dan een volledige eenmaking. Geleidelijk aan begonnen de vorsten toch de lokale wetten aan te tasten ten voordele van het centrale gezag. Dit proces verliep echter verre van lineair en er waren ook tijden waarin de lokale autonomie weer toenam. Omdat Catalonië in verscheidene burgeroorlogen steeds weer aan de verliezende kant stond verloor het steeds meer van zijn autonomie. Dit proces kende zijn hoogtepunt toen koning Karel II, de laatste directe afstammeling van de Habsburgse koningen van Spanje, in 1700 overleed. Deze mentaal en fysiek gehandicapte koning liet geen erfgenaam na, wat leidde tot de Spaanse Successieoorlog. Hierbij stonden de Oostenrijkse Habsburgers met als troonpretendent Leopold I en Filips van Anjou, kleinzoon van Lodewijk XIV van Frankrijk en dus behorend tot het Huis Bourbon (Borbón in het Spaans), tegenover elkaar.
Ook deze keer bleek Catalonië aan de verliezende kant te staan; zij steunden Leopold terwijl de rest van Spanje Filips verkoos. De Nueva Planta-decreten ontnamen Catalonië elke vorm van autonomie, schaften de lokale politieke instituten af en legden een militair regime op.
Op initiatief van de eigen burgerij industrialiseerde Catalonië in de tweede helft van de 19e eeuw sneller dan de rest van Spanje, op de Baskische kust na. Dit deed de traditionele tegenstellingen stad/platteland en bergland/vlakte vervagen en droeg bij tot het smeden van een nationale Catalaanse identiteit. Enerzijds creëerde de industrialisering ongenoegen over het centrale Spaanse bestuur, dat vooral oog had voor de belangen van landeigenaars en het leger; maar anderzijds profiteerden de Catalaanse handelaars van tariefbeschermingen tegen de bedreiging van import uit andere Europese landen.
Het waren roerige tijden met bloedige confrontaties zoals de Tragische week in 1909. Desalniettemin kreeg de welvarende regio tijdens de Tweede Spaanse Republiek, opgericht in 1931, meer autonomie door middel van een officieel statuut. Bij de oktoberopstand in 1934 verklaarde Catalonië zich onafhankelijk. Deze opstand werd neergeslagen. In 1936 brak de Spaanse Burgeroorlog uit nadat de nationalistische coalitie de Spaanse staatsgreep van juli 1936 pleegde. In Catalonië waren het in de eerste plaats de anarchisten die de rechtse legeropstand neersloegen, en gelijk een anarchistische antikapitalistische revolutie doorvoerden. Grond en productiemiddelen gingen in deze Spaanse Revolutie over in handen van de kleine boeren en arbeiders, terwijl adel, Rooms-Katholieke Kerk en grootgrondbezitters grote delen van hun land en boerderijen moesten verlaten en overdragen. De anarchosyndicalisten van de CNT - deze vakbond telde anderhalf miljoen leden - wisten de hele maatschappij enkele jaren op een vrije en gelijke wijze te laten functioneren, maar hadden ernstig te lijden onder dalende export, interne chaos, tegenwerking door de centrale republikeinse regering en repressie door stalinistische communisten, aangestuurd vanuit de Sovjet-Unie. De Britse journalist en romanschrijver George Orwell trok eind 1936 naar Barcelona, oorspronkelijk met de bedoeling verslag uit te brengen van de anarchistische revolutie, maar werd al snel actief lid van de militie. Hij beschreef zijn teleurstellende ervaringen in Saluut aan Catalonië.
In 1939 behaalden de nationalisten de overwinning, en de daaropvolgende dictatuur van generaal Francisco Franco was een zware slag voor de regio. Alles wat Catalaans was, of beter gezegd alles wat volgens de dictator niet-Spaans was, was in deze periode strikt verboden. Overtredingen werden zwaar bestraft. Velen werden gedood en opgesloten, onder andere in het kasteel van Montjuïc. Catalaanse boeken mochten vanaf de jaren 40 wel weer gedrukt worden, maar niet voor publiekelijk gebruik.
Na de dood van Franco in 1975 kwam voor Spanje een einde aan 36 jaar dictatuur. Drie jaar later kreeg de regio weer een sterker eigen cultureel karakter en iets meer politieke autonomie. Tegenwoordig is Catalonië een van de drie belangrijkste autonome regio's van het land, met name door de grote internationale aantrekkingskracht van metropool Barcelona.
In 1977 installeerde de Spaanse overgangsregering van Adolfo Suárez de 78-jarige Josep Tarradellas als Catalaans president tot aan de verkiezingen van 1980. Tarradellas was minister geweest in de onafhankelijke Catalaanse regering tijdens de burgeroorlog, en president in ballingschap (in Mexico) sinds 1954. Op die manier verpersoonlijkte hij de continuïteit van de Catalaanse autonome instellingen. Vanaf 1980 werd hij opgevolgd door de nationalist Jordi Pujol, die 23 jaar president zou blijven.
De democratische staatshervorming, gaf op 22 december 1979 aan Catalonië het statuut van autonome regio binnen het Koninkrijk Spanje en zo werd het Catalaans in de nieuwe Spaanse grondwet erkend als "coöfficiële" taal.

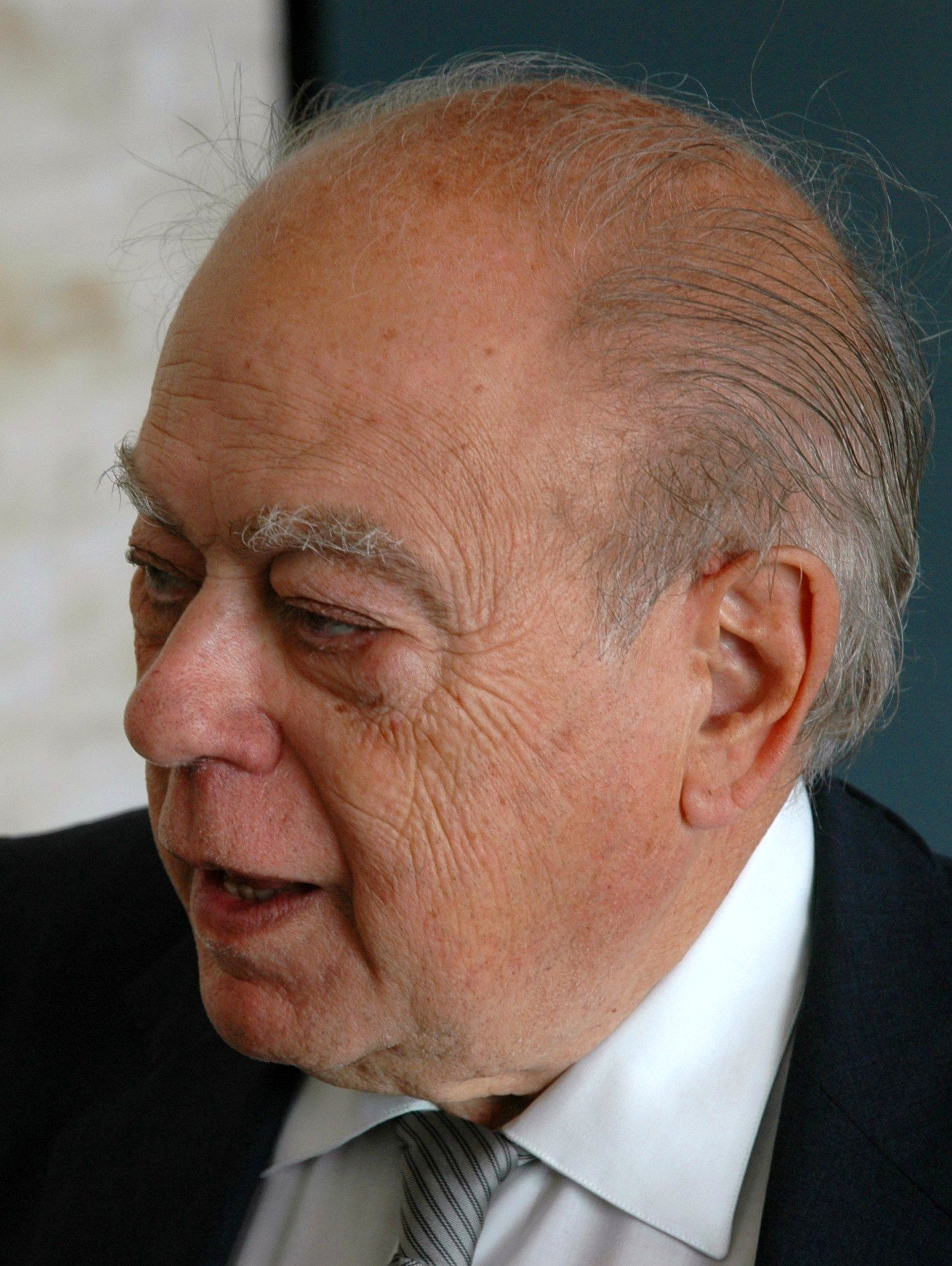
Jordi Pujol i Soley, president van de Generalitat de Catalunya van 1980 tot 2003

In de algemene (Spaanse) verkiezingen van juni 1993 verloor de socialistische partij Partido Socialista Obrero Español na 11 jaar haar absolute meerderheid in het parlement. De socialisten vormden daarop een coalitieregering met de Catalaanse nationalistische partij Convergència i Unió van Pujol en de centrumrechtse Baskische nationalistische partij Eusko Alderdi Jeltzalea. Tijdens de regeringsonderhandelingen kwamen vraagstukken van decentralisatie naar de regio's en nationale identiteit (zowel Catalaans als Spaans) op de voorgrond. De grote centrumrechtse oppositiepartij Partido Popular verweet de PSOE onder meer dat ze de eenheid en het voortbestaan van Spanje in het gedrang brachten door toe te geven aan Catalaanse nationalistische druk.
Bij de verkiezingen van 3 maart 1996 was de situatie omgekeerd: nu werd de Partido Popular de grootste en vormde zij op haar beurt een coalitie met Covergència i Unió. In die regering werkten beide partijen goed samen op enkele uitzonderingen na, zoals toen CiU tegen de nieuwe immigratiewet stemde. In 2000 veroverde de PP dan voor de eerste maal sinds Franco een rechtse absolute meerderheid. De CiU bleef steun verlenen aan de belangrijkste projecten van de regering-Aznar, waaronder ook het controversiële Nationaal Hydrologisch Plan en de nieuwe regelgeving inzake universiteiten.
Op 9 augustus 2006 werd een nieuw statuut door de Spaanse regering aanvaard. Sindsdien beschouwt Catalonië zich als een natie binnen de Spaanse staat. Desondanks manifesteerde een beweging naar onafhankelijkheid zich daarna steeds luider. Op 12 december 2013 kondigde de Catalaanse regering een referendum over zelfbeschikking aan, te houden op 29 november 2014. De regering van Spanje gaf meteen aan dit referendum te zullen blokkeren, omdat het volgens haar tegen de Spaanse grondwet indruist.